# Ghawanima-minaret

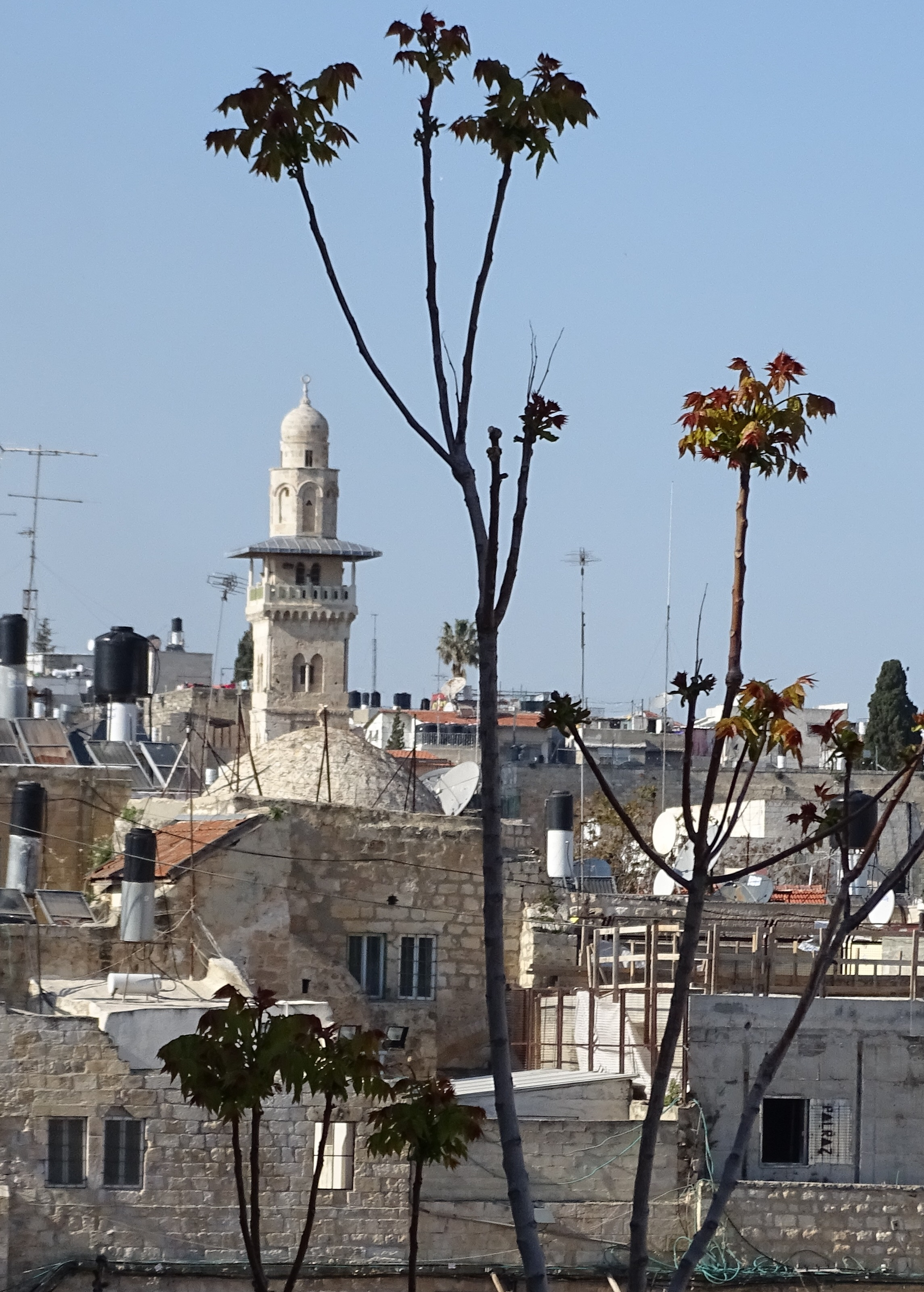
Ghawanima-minaret

De Ghawanima-minaret, ook wel bekend als de Bani Ghanim-minaret, is een van de vier minaretten op de Tempelberg in de Oude Stad van Jeruzalem, die allemaal behoren tot de Al-Aqsamoskee.

## De minaret
De Ghawanima-minaret, in de noordwestelijke hoek van het terrein van de Tempelberg, werd in 1297 gebouwd door Qadi Sharaf al-Din al-Khalili (of al-Khalili) namens de Mammelukse sultan Lajin, gerestaureerd in 1329 en opnieuw in 1927; Met een hoogte van 37 meter is het een van de hoogste gebouwen in de Oude Stad van Jeruzalem.
De Ghawanima-minaret, die bijna volledig uit steen is gebouwd, is een van de stevigste en hoogste bouwwerken in de Oude Stad van Jeruzalem (afgezien van een houten dak boven het platform van de muezzin) - hij heeft verschillende aardbevingen ongeschonden overleefd. Aan de andere kant wordt de robuustheid gecompenseerd door een verscheidenheid aan decoratieve elementen. De minaret is door verschillende stilistische elementen, zoals muqarnas-galerijen, in verschillende verdiepingen verdeeld. De vier bovenste verdiepingen, inclusief de galerij van de muezzin, zijn iets smaller en bedekt met een gebogen koepel. De minaret ligt direct naast de Bani Ghanim-poort (Arabisch: Bab al-Ghawanima). Volgens sommige bronnen leidde een pad van deze poort naar het district Bani Ghanim, waaraan de minaret zijn naam dankt.